# 榆硬孔菌
榆硬孔菌，屬多孔菌科一種，是木棲寄生的中大型菇類，該菇類生長於如台灣等地之低中海拔林區，生長期間約是在春夏兩季之間。而本菇類最大特色是加工後可作為提昇免疫力之藥材。